# Giampaolo Di Lorenzo
Giampaolo Di Lorenzo (Napoli, 10 giugno 1968) è un ex cestista e allenatore di pallacanestro italiano.
Ex playmaker di 183 cm per 83 kg, ha giocato per diverse stagioni in Serie A.

## Carriera
Cresce nella Partenope Napoli, squadra della sua città natale con cui debutta anche in A1. Nel periodo compreso tra il 1989 e il 1992 scende in Serie B2 a farsi le ossa con le canotte di Barletta, Capri e Rieti.
Torna quindi nel professionismo disputando cinque campionati di A2 ancora coi colori della Partenope, prima dell'esperienza alla Serapide Pozzuoli. Nella stagione 1998-99 si trasferisce alla Libertas Forlì, ma è l'ultima stagione prima della scomparsa del club, che militava anch'esso in A2.
Di Lorenzo rimane in Romagna contribuendo alla salita in B1 della seconda squadra forlivese, quella Fulgor Forlì che nel 2003 finirà per fondersi con la nuova Libertas. Nel 2005-06 vive la sua ultima esperienza agonistica da giocatore, assumendo il doppio incarico di giocatore-allenatore di Brindisi.
Appeso definitivamente le scarpette al chiodo, allena per un biennio a Potenza, dove ottiene una promozione in B1 e una salvezza l'anno successivo. Nel 2008 fa ritorno alla Fulgor Libertas Forlì, guidandola anche in Legadue dopo il ripescaggio del club avvenuto nell'estate 2010.
Dopo una serie di sconfitte pesanti la società Fulgor Libertas Forlì a malincuore solleva dall'incarico il coach dopo la sconfitta contro i Crabs Rimini del 28 gennaio 2011 e lo sostituisce con Nenad Vučinić.
Qualche mese dopo trova l'accordo con la Fulgor Omegna per la panchina rosso-verde.
Dopo l'interruzione del suo rapporto professionale con la Fulgor Omegna a fine stagione 2013-2014 trova l'accordo con la Bawer Matera. Il 9 dicembre 2014 viene sostituito da Massimo Bianchi.

## Record in Serie A
- Punti - 32 contro Reggio Emilia
- Tiri da due realizzati - 8 contro Reggio Emilia
- Tiri da due tentati - 12 contro Gorizia
- Tiri da tre realizzati - 6  Reggio Emilia
- Tiri da tre tentati - 10 contro Imola
- Tiri liberi realizzati - 14 contro Fabriano
- Tiri liberi tentati - 15 contro Fabriano
- Rimbalzi offensivi - 3 contro Sassari
- Rimbalzi difensivi - 6 contro Reggio Emilia
- Rimbalzi totali - 7 contro Sassari
- Assist - 8 (2 volte)
- Palle recuperate - 8 contro Rimini
- Schiacciate -
- Minuti giocati - 49 contro Rimini

## Statistiche serie A
- Partite - 257
- Partite giocate - 224
- Punti - 1863
- Minuti giocati - 4911
- Falli commessi - 553
- Falli subiti - 523
- Percentuale da 2 - 51,8%
- Percentuale da 3 - 36,6%
- Percentuale liberi - 80,1%
- Rimbalzi Totali - 422
- Stoppate date - 3
- Stoppate subite - 38
- Palle perse - 350
- Palle recuperate - 305
- Assist - 358
- Valutazione - 1688